# Šlapanka
Die Šlapanka ist ein linker Zufluss der Sázava in Tschechien.

## Geographie
Die Šlapanka entspringt östlich von Věžnice am Fuße des Hügels Kopeček (627 m) in den Arnolecké hory. An ihrem Oberlauf bis Polná wird sie als Jamenský potok bezeichnet.

## Verlauf
Ihr Lauf führt zunächst nach Westen und wird bei Kozlov von der Autobahn D 1 überquert. Hier wendet sich der Bach nach Norden und über Jamné und Věžnička speist er die Stauseen Březina und Peklo. Danach erreicht er Polná; ab dort wird er als Šlapanka bezeichnet. Unterhalb von Polná speist die Šlapanka den Stausee Kukle. Danach wendet sich der Fluss nach Nordwest und über Horní Věžnice, Dolní Věžnice, Lutríán, Šlapanov, Mírovka, Baštínov, Lipovský Dvorec und Herlify erreicht der Fluss Havlíčkův Brod. Hier mündet er nach 34,6 km in der Sázava. Sein Einzugsgebiet umfasst 265,2 km². Der durchschnittliche Durchfluss an der Mündung liegt bei 1,6 m³/s.

## Zuflüsse
- Rybenský potok (r), Jamné
- Zhořský potok (r), Polná
- Ochozský potok (r), Polná
- Skrýšovský potok (r), im Stausee Kukle
- Bijavický potok (r), im Stausee Kukle
- Zlatý potok (l), bei Lutrián
- Květnovský potok (l), oberhalb Šlapanov
- Šachotínský potok (r), bei Kněžská